# Borders Are...
Borders Are... (ibland enbart kallad Borders Are) är en promosingel från 2010 av den amerikanske musikern Serj Tankian. "Borders Are..." gick tidigare under namnet "Corporatacy". Förutom Tankian sjunger även sopransångerskan Ani Maldjian i denna låt. En "textvideo" till denna singel släpptes på YouTube den 23 juni 2010 och en orkestral version av låten släpptes på Limited Edition-utgåvan av albumet. Tankian har även skrivit en dikt med namnet Borders Are..., där han tar upp historiska händelser såsom Mellanösternkonflikten, Berlinmurens fall och det armeniska folkmordet.
Tankian själv beskriver låten med följande ord:
| ”              | Lyssna på "Borders Are", till exempel. Det kanske finns någon som inte riktigt greppar låttexten, men som ändå finner sig själv sjungandes "fear is the cause of separation". När denna person tänker på detta ett år senare så kanske denna person greppar vad som verkligen menas. Det har själv hänt för mig flera gånger [...] och jag tycker det är riktigt coolt. Det är som en underliggande juvel som vaknar till liv. | „ |
| – Serj Tankian | |   |

## Låtlista
Alla låtar är skrivna och komponerade av Serj Tankian, om inte annat anges. 
| Nr | Titel          | Längd |
| -- | -------------- | ----- |
| 1. | Borders Are... | 4:38  |